# Miss Earth 2010
| Data:                | 4 grudnia 2010             |
| Kraj:                | Wietnam                    |
| Miasto:              | Nha Trang                  |
| Gala finałowa:       | Vinpearl Land Amphitheater |
| Liczba uczestniczek: | 84                         |
| Zwyciężczyni:        | Nicole Faria, Indie        |
| Poprzedniczka:       | Larissa Ramos, Brazylia    |
| Następczyni:         | Olga Álava, Ekwador        |
| -------------------- | -------------------------- |

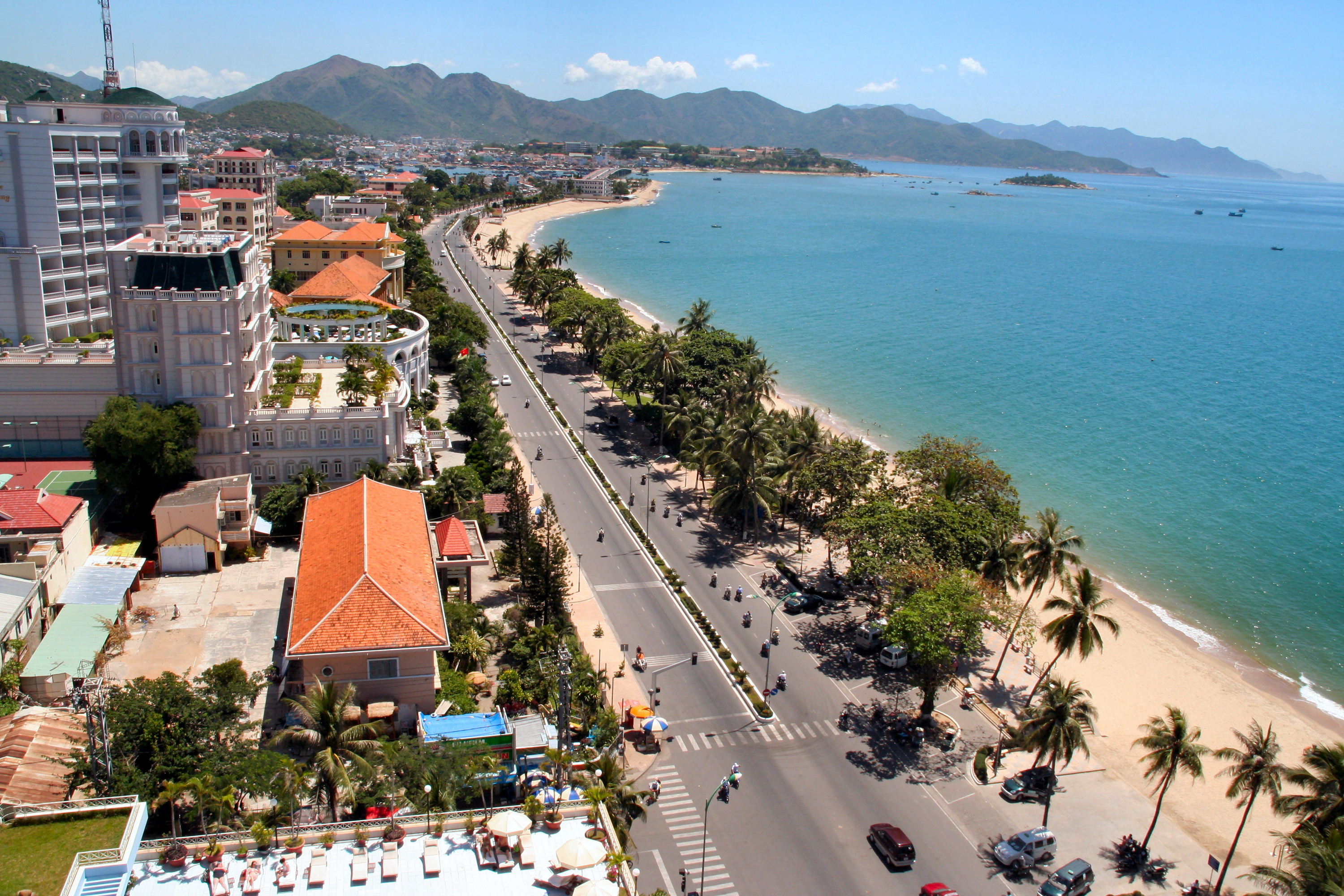
Miejscowość Nha Trang (Wietnam) - Ulica Tran Phu z plażą i hotelami

Miss Earth 2010 – 10. edycja konkursu Miss Earth. Odbyła się 4 grudnia 2010 r. w Vinpearl Land Amphitheater, w Nha Trang w Wietnamie. Była to pierwsza edycja, która odbyła się poza granicami Filipin. W konkursie wzięły udział 84 kobiety z całego świata. Konkurs wygrała reprezentantka Indii - Nicole Faria.

## Wyniki

### Miejsca
| Wyniki finału                | Uczestniczka |
| ---------------------------- | --- |
| Miss Earth 2010              | - Indie - Nicole Faria |
| Miss Powietrza (1. wicemiss) | - Ekwador - Jennifer Pazmiño zdetronizowana - Rosja - Viktoria Shchukina* |
| Miss Wody (2. wicemiss)      | - Tajlandia - Watsaporn Wattanakoon |
| Miss Ognia (3. wicemiss)     | - Portoryko - Yeidy Bosques |
| Top 6                        | - Japonia - Marina Kishira - Południowa Afryka - Nondyebo Dzingwa - Wenezuela - Mariángela Bonanni                                                                                       |
| Top 14                       | - Czechy - Carmen Justová - Holandia - Desiree van den Berg - Stany Zjednoczone - Danielle Bounds - Ukraina - Valentina Zhytnyk - Wietnam - Lưu Thị Diễm Hương - Włochy - Ilenia Arnolfo |

- W październiku 2011 roku Miss Earth Powietrza Jennifer Pazmiño z Ekwadoru została zdetronizowana z powodu wyjścia za mąż, tym samym tytuł Miss Powietrza przypadł reprezentantce Rosji Viktorii Shchukinie, która zajęła miejsce w Top 14 podczas konkursu.

### Nagrody specjalne
| Nagroda specjalna                                     | Uczestniczka                      |
| ----------------------------------------------------- | --------------------------------- |
| Miss Fotogeniczności                                  | Tajlandia - Watsaporn Wattanakoon |
| Najlepszy kostium narodowy                            | Japonia - Marina Kishira          |
| Miss Przyjaźni                                        | Gwatemala - Sue Ellen Castañeda   |
| Miss Talentu                                          | Indie - Nicole Faria              |
| Najładniejsza w stroju kąpielowym                     | Wietnam - Lưu Thị Diễm Hương      |
| Najładniejsza w sukni wieczorowej                     | Ekwador - Jennifer Pazmiño        |
| Najładniejsza w tradycyjnym stroju wietnamskim Áo dài | Serbia - Tijana Rakic             |

## Uczestniczki
| Państwo              | Uczestniczka                | Wiek | Wzrost (cm) | Miasto rodzinne   |
| -------------------- | --------------------------- | ---- | ----------- | ----------------- |
| Anglia               | Sandra Marie Lees           | 25   | 170         | Birmingham        |
| Australia            | Kelly Louise Maguire        | 24   | 175         | Sydney            |
| Bahamy               | Aquelle Plakaris            | 24   | 178         | Nassau            |
| Belgia               | Jessica van Moorlegh        | 18   | 170         | Evergem           |
| Boliwia              | Yovana O’Brien              | 19   | 180         | Santa Cruz        |
| Bośnia i Hercegowina | Ema Golijanin               | 18   | 177         | Sarajewo          |
| Botswana             | Onalenna Gaopalelwe         | 20   | 173         | Serowe            |
| Brazylia             | Luisa de Almeida Lopes      | 20   | 175         | Porto de Galinhas |
| Chile                | Pamela Soprani              | 23   | 177         | Santiago          |
| Chiny                | Zhao Shenqianhui            | 19   | 177         |                   |
| Chińskie Tajpej      | Hsing Jung-lui              | 19   | 175         | Tajpej            |
| Curaçao              | Norayla Francisco           | 25   | 181         | Willemstad        |
| Czechy               | Carmen Justová              | 19   | 176         | Sokolov           |
| Dania                | Sandra Vester               | 25   | 173         |                   |
| Dominikana           | Wisleidy Osorio             | 25   | 172         | Samaná            |
| Ekwador              | Jennifer Pazmiño            | 22   | 180         | Guayaquil         |
| Egipt                | Doaa Hakam                  | 22   | 169         | Luksor            |
| Filipiny             | Kris Psyche Resus           | 22   | 166         | Infanta           |
| Francja              | Christelle Demaison         | 20   | 181         | Chambéry          |
| Ghana                | Golda Dayi                  | 24   | 175         | Akra              |
| Gruzja               | Taliko Shubitidze           | 18   | 174         |                   |
| Guam                 | Naiomie Jean Santos         | 18   | 175         | Maina             |
| Gujana               | Soyini Fraser               | 20   | 180         | Georgetown        |
| Gwadelupa            | Maite Maillot               | 24   | 175         |                   |
| Gwatemala            | Sue Ellen Castañeda Herrera | 24   | 172         | Gwatemala         |
| Holandia             | Desiree van den Berg        | 23   | 176         | Santpoort         |
| Hongkong             | Xiaoyue Zheng               | 20   | 176         | Hongkong          |
| Indie                | Nicole Faria                | 20   | 176         | Bengaluru         |
| Indonezja            | Jessica Aurelia Tji         | 24   | 170         | Dżakarta          |
| Irlandia             | Alesha Gallen               | 24   | 175         | Donegal           |
| Irlandia Północna    | Judith Keys                 | 18   | 168         | Belfast           |
| Jamajka              | Kai Ayanna McDonald         | 24   | 172         |                   |
| Japonia              | Marina Kishira              | 23   | 173         | Hokkaido          |
| Kajmany              | Samantha Widmer             | 23   | 175         | George Town       |
| Kamerun              | Estelle Essame              | 26   | 171         | Jaunde            |
| Kanada               | Summer Anne Ross            | 26   | 180         | Ontario           |
| Kenia                | Miano Isabell Wangui        | 22   | 174         |                   |
| Kolumbia             | Diana Marin                 | 22   | 180         | Cali              |
| Korea Południowa     | Lee Gui-joo                 | 20   | 174         |                   |
| Kosowo               | Morena Taraku               | 20   | 175         | Peć               |
| Kostaryka            | Allyson Alfaro              | 19   | 172         | San José          |
| Czechy               | Carmen Justová              | 19   | 176         | Sokolov           |
| Liban                | Jihane Nehme                | 26   | 174         |                   |
| Luksemburg           | Laureta Bardoniqi           | 18   | 168         | Bettembourg       |
| Łotwa                | Eva Caune                   | 22   | 168         | Ryga              |
| Madagaskar           | Alexandra Randrianarivel    | 23   | 173         | Antananarywa      |
| Malezja              | Appey Rowena                | 18   | 170         | Kota Kinabalu     |
| Malta                | Christine Mifsud            | 19   | 176         |                   |
| Martynika            | Christine Garçon            | 22   | 178         | Le Vauclin        |
| Mauritius            | Anne-Lise Ramooloo          | 21   | 174         | Port Louis        |
| Meksyk               | Claudia Lopez Mollinedo     | 18   | 173         | Tabasco           |
| Mongolia             | Bayaarkhuu Gantogoo         | 24   | 175         |                   |
| Nepal                | Sahana Bajracharya          | 21   | 167         | Katmandu          |
| Niemcy               | Reingard Hageman            | 25   | 176         |                   |
| Nigeria              | Inara Isaiah                | 17   | 180         | Bayelsa           |
| Nikaragua            | Junieth Rosales             | 21   | 176         | Managua           |
| Norwegia             | Iman Kerigo                 | 18   | 168         | Kløfta            |
| Nowa Zelandia        | Lisa Davids                 | 20   | 165         | North Shore City  |
| Panama               | Nicolle Morrell             | 20   | 176         | Panama            |
| Peru                 | Silvana Vásquez             | 22   | 174         | Cajamarca         |
| Polinezja Francuska  | Mihiatea Ruta               | 24   | 175         |                   |
| Polska               | Beata Polakowska            | 24   | 172         | Ostrów Mazowiecka |
| Portoryko            | Yeidy Bosques               | 22   | 180         | Mayagüez          |
| Południowa Afryka    | Nondyebo Dzingwa            | 24   | 175         | Roodepoort        |
| Republika Krymu      | Anastasiya Sienina          | 19   | 179         | Symferopol        |
| Rosja                | Viktoria Shchukina          | 22   | 176         |                   |
| Rumunia              | Andreea Capsuc              | 19   | 171         | Bukareszt         |
| Samoa                | Faaselega Oloapu            | 23   | 180         |                   |
| Serbia               | Tijana Rakic                | 22   | 180         | Belgrad           |
| Singapur             | Maricelle Rani Wong         | 20   | 166         | Singapur          |
| Słowacja             | Tímea Szaboová              | 20   | 183         | Bratysława        |
| Słowenia             | Ines Draganovič             | 19   | 174         | Lublana           |
| Stany Zjednoczone    | Danielle Bounds             | 26   | 183         | Kansas City       |
| Sudan Południowy     | Atong de Mach               | 22   | 180         |                   |
| Szkocja              | Cora Buchanan               | 24   | 171         | Edynburg          |
| Szwajcaria           | Liza Andrea Küster          | 24   | 168         | Berno             |
| Tajlandia            | Watsaporn Wattanakoon       | 23   | 170         | Chiang Rai        |
| Tanzania             | Rose Shayo                  | 21   | 182         | Dodoma            |
| Tonga                | Glena Lavemai               | 19   | 179         |                   |
| Turcja               | Döndü Şahin                 | 24   | 183         | Norymberga        |
| Ukraina              | Valentina Zhytnyk           | 18   | 179         | Nowa Kachowka     |
| Walia                | Louise Hinder               | 19   | 177         | Swansea           |
| Wenezuela            | Mariángela Bonanni          | 22   | 177         | San Cristobal     |
| Wietnam              | Lưu Thị Diễm Hương          | 20   | 171         | Ho Chi Minh       |
| Włochy               | Ilenia Arnolfo              | 26   | 181         |                   |